# Natació al Campionat del Món de natació de 2015 – 200 m estils femení
Els 200 metres estils femení es va celebrar entre el 5 i el 6 d'agost al Kazan Arena Stadium a Kazan.

## Rècords
Els rècords del món abans de començar la prova:
| Rècord del món       | Ariana Kukors, Estats Units | 2:06,15 | Roma, Itàlia | 27 de juliol de 2009 |
| Rècord del campionat | Ariana Kukors, Estats Units | 2:06,15 | Roma, Itàlia | 27 de juliol de 2009 |

Durant el trascurs de la prova es van batre els següents rècords:
| Data      | Prova | Nom            | País    | Temps   | Rècord |
| --------- | ----- | -------------- | ------- | ------- | ------ |
| 3 d'Agost | Final | Katinka Hosszú | Hongria | 2:06,12 | WR     |

## Resultats
Les sèries es van disputar a les 10:28.

   *   Classificades
| Posició | Sèrie | Carril | Nom                       | País            | Temps   | Notes |
| ------- | ----- | ------ | ------------------------- | --------------- | ------- | ----- |
| 1       | 4     | 4      | Katinka Hosszú            | Hongria         | 2:07,30 | Q, EU |
| 2       | 3     | 4      | Siobhan-Marie O'Connor    | Regne Unit      | 2:08,92 | Q     |
| 3       | 4     | 5      | Kanako Watanabe           | Japó            | 2:10,37 | Q     |
| 4       | 2     | 3      | Sydney Pickrem            | Canadà          | 2:10,94 | Q     |
| 5       | 2     | 4      | Ye Shiwen                 | R.P. de la Xina | 2:11,23 | Q     |
| 6       | 2     | 5      | Melanie Margalis          | Estats Units    | 2:11,88 | Q     |
| 7       | 4     | 3      | Hannah Miley              | Regne Unit      | 2:12,22 | Q     |
| 8       | 4     | 6      | Sakiko Shimizu            | Japó            | 2:12,27 | Q     |
| 9       | 3     | 5      | Maya DiRado               | Estats Units    | 2:12,38 | Q     |
| 9       | 3     | 3      | Zsuzsanna Jakabos         | Hongria         | 2:12,38 | Q     |
| 11      | 4     | 2      | Joanna Maranhão           | Brasil          | 2:12,74 | Q     |
| 12      | 3     | 0      | Viktoriya Zeynep Gunes    | Turquia         | 2:12,91 | Q     |
| 13      | 3     | 1      | Siobhan Haughey           | Hong Kong       | 2:13,07 | Q     |
| 14      | 2     | 1      | Barbora Závadová          | Txèquia         | 2:13,12 | Q     |
| 15      | 3     | 2      | Tessa Wallace             | Austràlia       | 2:13,23 | Q     |
| 16      | 2     | 2      | Nguyễn Thị Ánh Viên       | Vietnam         | 2:13,41 | Q     |
| 17      | 4     | 7      | Keryn McMaster            | Austràlia       | 2:13,42 |       |
| 18      | 3     | 8      | Lara Grangeon             | França          | 2:13,50 |       |
| 19      | 3     | 6      | Lisa Zaiser               | Àustria         | 2:13,90 |       |
| 20      | 2     | 8      | Hrafnhildur Lúthersdóttir | Islàndia        | 2:14,12 |       |
| 21      | 3     | 7      | Louise Hansson            | Suècia          | 2:14,49 |       |
| 22      | 4     | 1      | Zhou Min                  | R.P. de la Xina | 2:15,08 |       |
| 22      | 4     | 8      | Stina Gardell             | Suècia          | 2:15,08 |       |
| 24      | 3     | 9      | Ranohon Amanova           | Uzbekistan      | 2:15,13 |       |
| 25      | 2     | 0      | Kirsty Coventry           | Zimbàbue        | 2:15,39 |       |
| 26      | 4     | 0      | Nam Yoo-sun               | Corea del Sud   | 2:16,58 |       |
| 27      | 2     | 6      | Viktoriya Andreyeva       | Rússia          | 2:16,85 |       |
| 28      | 1     | 5      | Victoria Kaminskaya       | Portugal        | 2:16,89 |       |
| 29      | 1     | 6      | Ana Radić                 | Croàcia         | 2:17,04 |       |
| 30      | 2     | 7      | Theresa Michalak          | Alemanya        | 2:17,12 |       |
| 31      | 1     | 4      | Virginia Bardach          | Argentina       | 2:17,24 |       |
| 32      | 1     | 2      | Phiangkhwan Pawapotako    | Tailàndia       | 2:17,69 |       |
| 33      | 4     | 9      | Sycerika McMahon          | Irlanda         | 2:17,88 |       |
| 34      | 2     | 9      | Amit Ivry                 | Israel          | 2:18,35 |       |
| 35      | 1     | 3      | Anja Crevar               | Sèrbia          | 2:21,51 |       |
| 36      | 1     | 7      | Georgina González         | Mèxic           | 2:24,33 |       |
| 37      | 1     | 8      | Alexus Laird              | Seychelles      | 2:27,68 |       |
| 38      | 1     | 1      | Lydia Musleh              | Jordània        | 2:27,94 |       |
| 39      | 1     | 0      | Estellah Fils Rabetsara   | Madagascar      | 2:36,25 |       |

### Semifinals
Les semifinals es van celebrar el dia 2 d'agost a les 17:53.

#### Semifinal 1
| Posició | Carril | Nom                    | País         | Temps   | Notes |
| ------- | ------ | ---------------------- | ------------ | ------- | ----- |
| 1       | 4      | Siobhan-Marie O'Connor | Regne Unit   | 2:08,45 | Q     |
| 2       | 5      | Sydney Pickrem         | Canadà       | 2:10,08 | Q     |
| 3       | 3      | Melanie Margalis       | Estats Units | 2:10,61 | Q     |
| 4       | 7      | Viktoriya Zeynep Gunes | Turquia      | 2:11,46 | WJR   |
| 5       | 6      | Sakiko Shimizu         | Japó         | 2:11,53 |       |
| 6       | 2      | Zsuzsanna Jakabos      | Hongria      | 2:11,91 |       |
| 7       | 1      | Barbora Závadová       | Txèquia      | 2:11,97 |       |
| 8       | 8      | Nguyễn Thị Ánh Viên    | Vietnam      | 2:13,29 |       |

#### Semifinal 2
| Posició | Carril | Nom             | País            | Temps   | Notes |
| ------- | ------ | --------------- | --------------- | ------- | ----- |
| 1       | 4      | Katinka Hosszú  | Hongria         | 2:06,84 | Q, EU |
| 2       | 5      | Kanako Watanabe | Japó            | 2:09,61 | Q     |
| 3       | 2      | Maya DiRado     | Estats Units    | 2:09,82 | Q     |
| 4       | 6      | Hannah Miley    | Regne Unit      | 2:11,19 | Q     |
| 5       | 3      | Ye Shiwen       | R.P. de la Xina | 2:11,39 | Q     |
| 6       | 7      | Joanna Maranhão | Brasil          | 2:12,64 |       |
| 7       | 1      | Siobhan Haughey | Hong Kong       | 2:13,26 |       |
| 8       | 8      | Tessa Wallace   | Austràlia       | 2:14,34 |       |

### Final

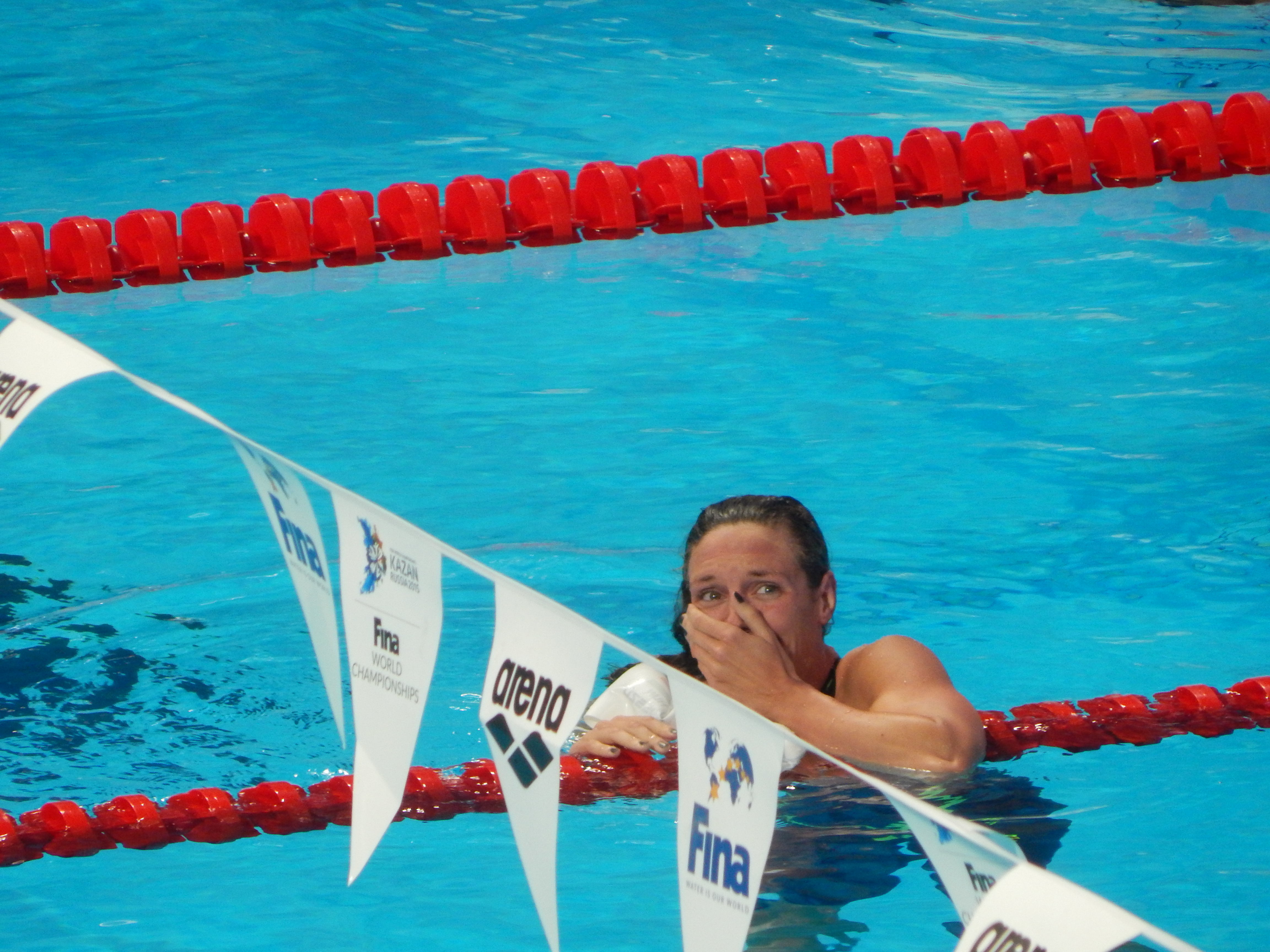
Hosszú rebaixa el rècord mundial

La final es va celebrar el 3 d'agost a les 18:54.
| Posició | Carril | Nom                    | País            | Temps   | Notes |
| ------- | ------ | ---------------------- | --------------- | ------- | ----- |
| 1       | 4      | Katinka Hosszú         | Hongria         | 2:06,12 | WR    |
| 2       | 3      | Kanako Watanabe        | Japó            | 2:08,45 |       |
| 3       | 5      | Siobhan-Marie O'Connor | Regne Unit      | 2:08,77 |       |
| 4       | 6      | Maya DiRado            | Estats Units    | 2:08,99 |       |
| 5       | 1      | Hannah Miley           | Regne Unit      | 2:10,19 |       |
| 6       | 2      | Sydney Pickrem         | Canadà          | 2:10,32 |       |
| 7       | 7      | Melanie Margalis       | Estats Units    | 2:10,41 |       |
| 8       | 8      | Ye Shiwen              | R.P. de la Xina | 2:14,01 |       |